# Crepis
Ne doit pas être confondu avec Crépis ou Crépi.
Genre
Classification APG III (2009)

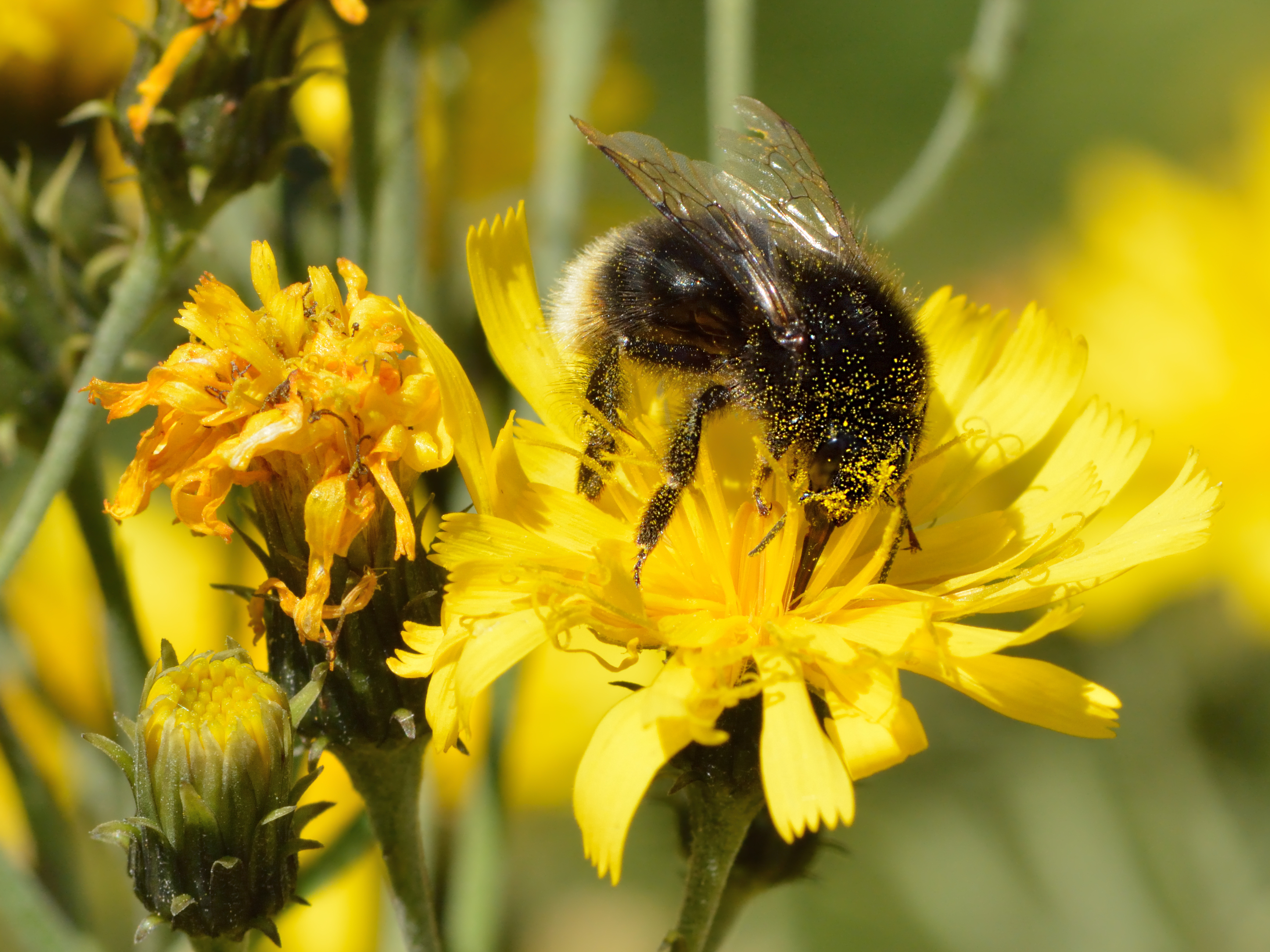
Crépide des toits (Crepis tectorum).

Crepis (francisé en Crépis ou Crépides) est un genre de plante à fleurs de la famille des Astéracées (ou Composées).
Ce genre compte 80 à 120 espèces dont une vingtaine en France.

## Signe distinctif
Les crépides sont des plantes herbacées. Elles se distinguent des autres liguliflores par des bractées de la rangée extérieure qui sont beaucoup plus courtes et ordinairement étalées.

## Espèces en France métropolitaine
- Crepis acuminata
- Crepis albida
- Crepis aurea
- Crepis biennis - Crépide bisannuelle
- Crepis blattarioides
- Crepis bocconi
- Crepis bulbosa
- Crepis bursifolia
- Crepis capillaris - Crépide capillaire
- Crepis conyzifolia - Crépide à feuilles de Conyza
- Crepis foetida
- Crepis lampsanoides
- Crepis paludosa
- Crepis pontana
- Crepis pygmaea - Crépide naine
- Crepis pyrenaica
- Crepis rhaetica
- Crepis rubra, Barkhausia rubra
- Crepis sancta subsp. nemausensis
- Crepis setosa
- Crepis virens
- Crepis vesicaria subsp. taraxacifolia

## Liste d'espèces
Selon NCBI (31 Jan 2011) :
- Crepis acuminata
- Crepis albida
- Crepis alpestris
- Crepis alpina
- Crepis aspera
- Crepis aurea
- Crepis auriculifolia
- Crepis baldaccii
- Crepis bellidifolia
- Crepis biennis
- Crepis blattarioides
- Crepis bocconi
- Crepis bungei
- Crepis bursifolia
- Crepis capillaris
- Crepis chondrilloides
- Crepis chrysantha
- Crepis conyzifolia
- Crepis cretica
- Crepis crocea
- Crepis cytherea
- Crepis darvazica
- Crepis dioritica
- Crepis dioscoridis
- Crepis flexuosa
- Crepis foetida
- Crepis frigida
- Crepis froelichiana
- Crepis fuliginosa
- Crepis guioliana
- Crepis hierosolymitana
- Crepis hookeriana
- Crepis hypochoeridea
- Crepis incana
- Crepis incarnata
- Crepis jacquinii
- Crepis kotschyana
- Crepis lacera
- Crepis lampsanoides
- Crepis leontodontoides
- Crepis lyrata
- Crepis macropus
- Crepis merxmuelleri
- Crepis mollis
- Crepis multicaulis
- Crepis nana
- Crepis neglecta
- Crepis nicaeensis
- Crepis nigrescens
- Crepis oporinoides
- Crepis oreades
- Crepis palaestina
- Crepis paludosa
- Crepis pannonica
- Crepis polytricha
- Crepis praemorsa
- Crepis pterothecoides
- Crepis pulchra
- Crepis purpurea
- Crepis pusilla
- Crepis pygmaea
- Crepis pyrenaica
- Crepis rhaetica
- Crepis rubra
- Crepis sahendi
- Crepis sancta
- Crepis setosa
- Crepis sibirica
- Crepis sibthorpiana
- Crepis smyrnaea
- Crepis sonchifolia
- Crepis taygetica
- Crepis tectorum
- Crepis thompsonii
- Crepis tingitana
- Crepis triasii
- Crepis turcica
- Crepis turcomanica
- Crepis tybakiensis
- Crepis vesicaria
- Crepis viscidula
- Crepis zacintha

Selon ITIS (31 Jan 2011) :
- Crepis acuminata Nutt.
- Crepis atribarba A. Heller
- Crepis bakeri Greene
- Crepis barbigera Leiberg ex Coville
- Crepis biennis L.
- Crepis bulbosa Tausch
- Crepis bursifolia L.
- Crepis capillaris (L.) Wallr.
- Crepis elegans Hook.
- Crepis foetida L.
- Crepis intermedia A. Gray
- Crepis kotschyana Boiss.
- Crepis modocensis Greene
- Crepis monticola Coville
- Crepis nana Richardson
- Crepis nicaeensis Balbis ex Pers.
- Crepis occidentalis Nutt.
- Crepis paludosa (L.) Moench
- Crepis pannonica (Jacq.) K. Koch
- Crepis pleurocarpa A. Gray
- Crepis pulchra L.
- Crepis rubra L.
- Crepis runcinata (James) Torr. & A. Gray
- Crepis setosa Haller f.
- Crepis tectorum L.
- Crepis vesicaria L.
- Crepis zacintha (L.) Babc.